# Niệc nâu
Niệc nâu (tên khoa học: Anorrhinus austeni) là một loài chim trong họ Bucerotidae.